# Święta krowa

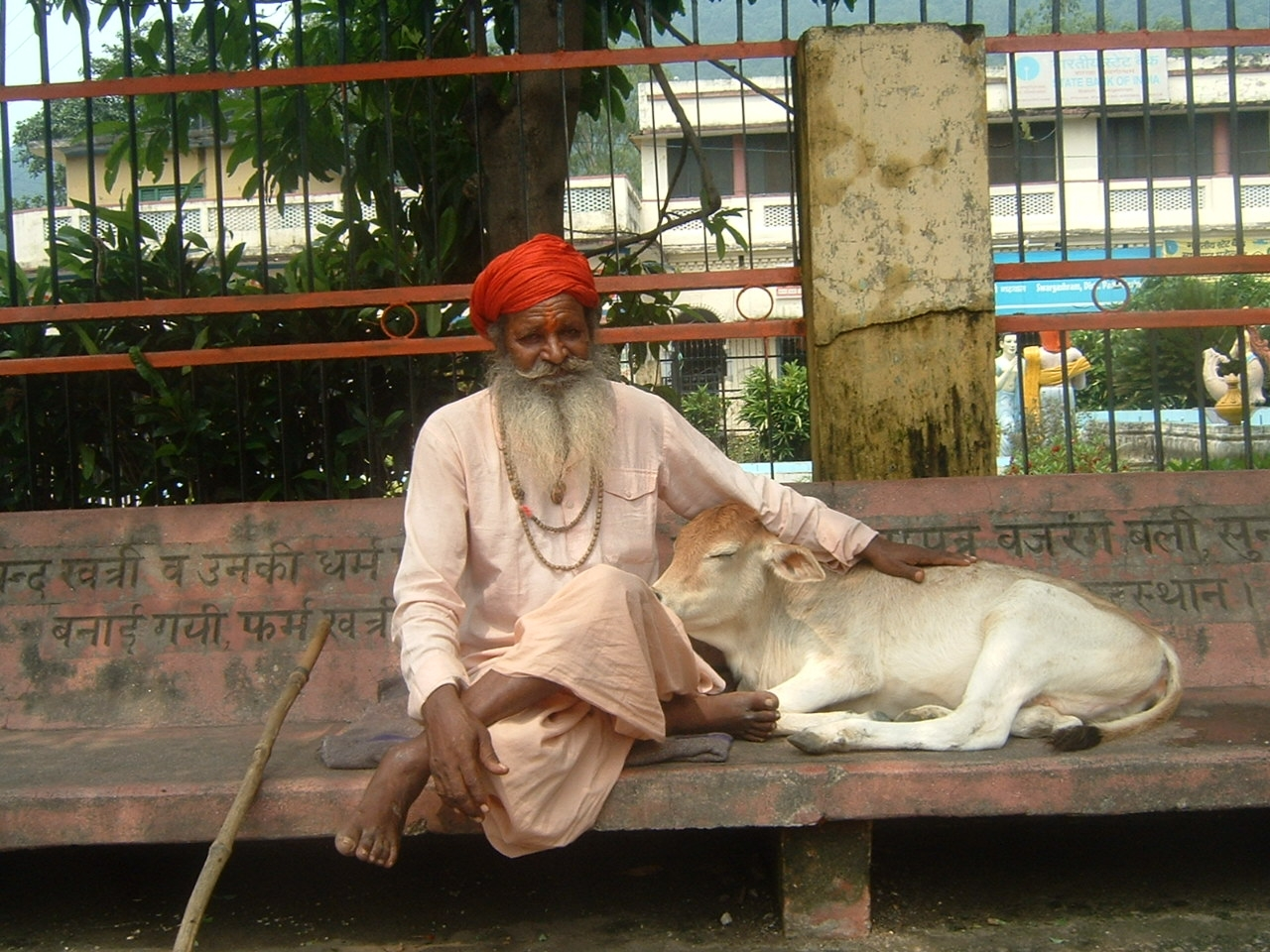
Krowa na ulicy Delhi

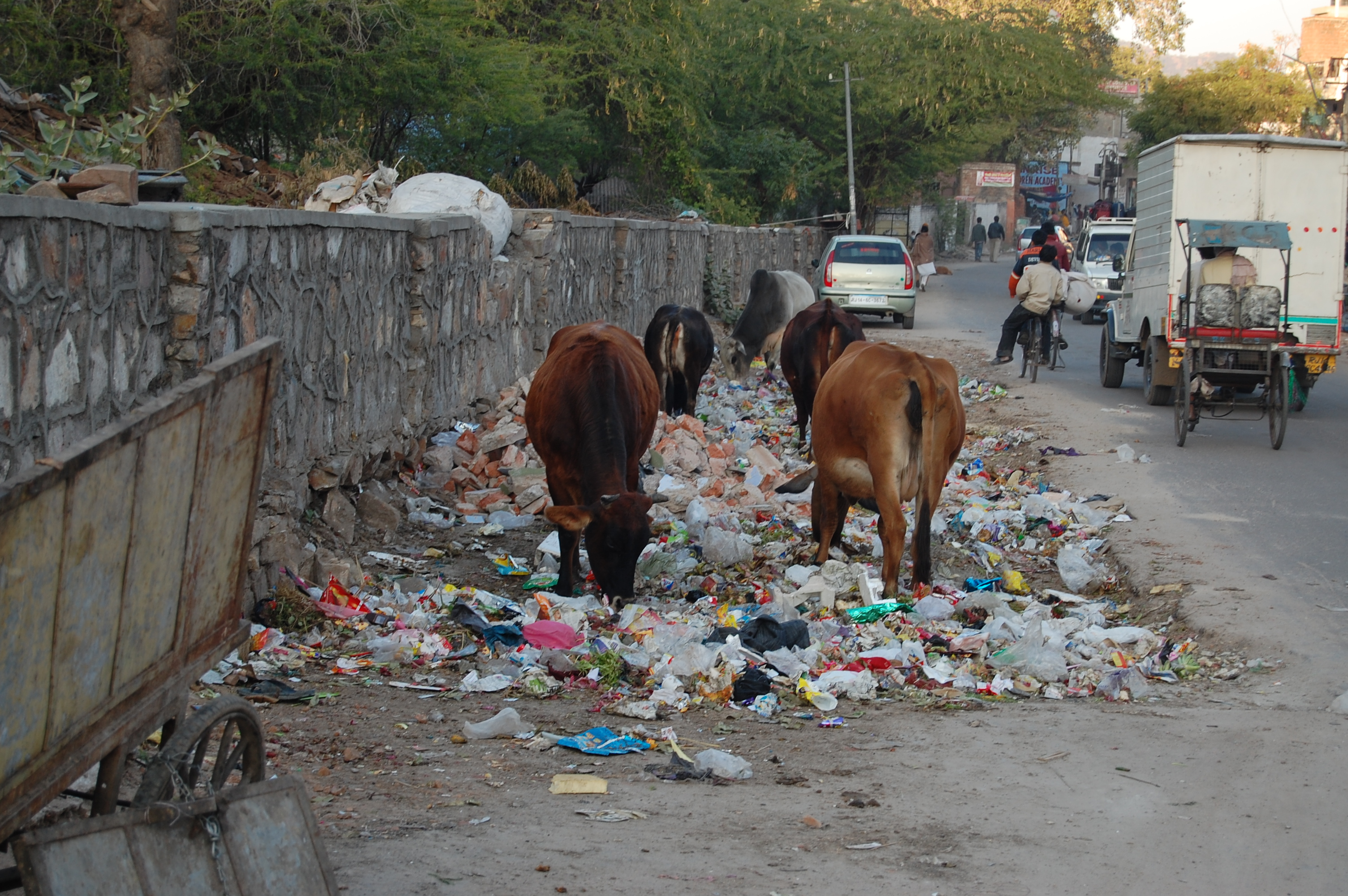
Krowy przeszukujące śmieci w Jaipurze

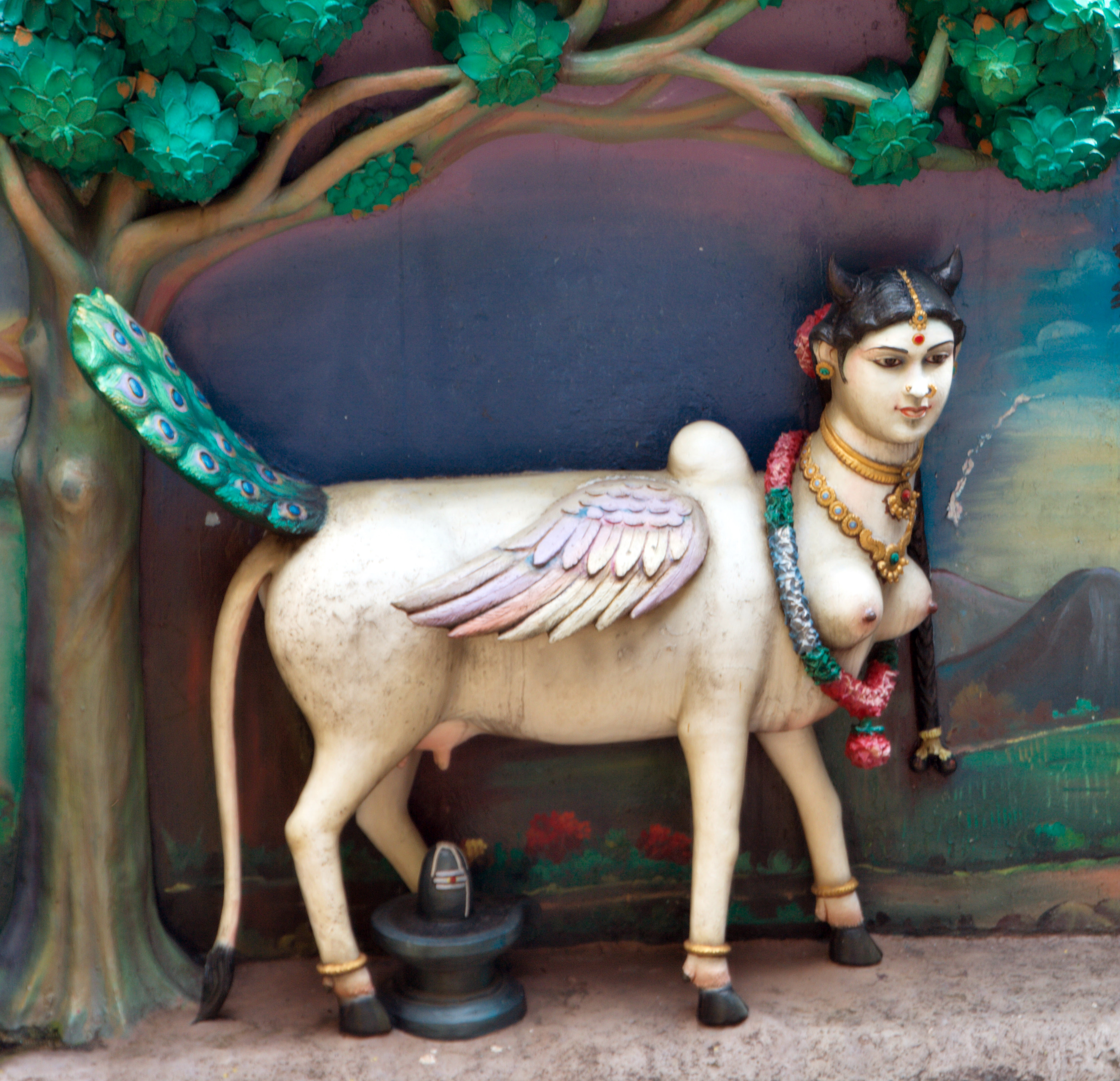
Mityczna krowa Kamadhenu w Jaskiniach Batu w Kuala Lumpur

Święta krowa – termin używany dla określenia specjalnego statusu krowy w  Indiach. 

## Wedyzm
Symbolizm krowy sięga w wierzeniach indyjskich czasów aryjskich. Już wedyzm znał ją jako uniwersalną matkę i symbol kosmiczny.
Teksty starowedyjskie przekazują, iż poza sklepieniem nieba znajduje się niebiańska krowa. Słońce i Księżyc pojmowano jako jej cielęta, a światło tych ciał niebieskich jako mleko niebiańskiej krowy. Pozostałości wierzeń związanych z krową występują również w zaratusztrianizmie.

## Hinduizm

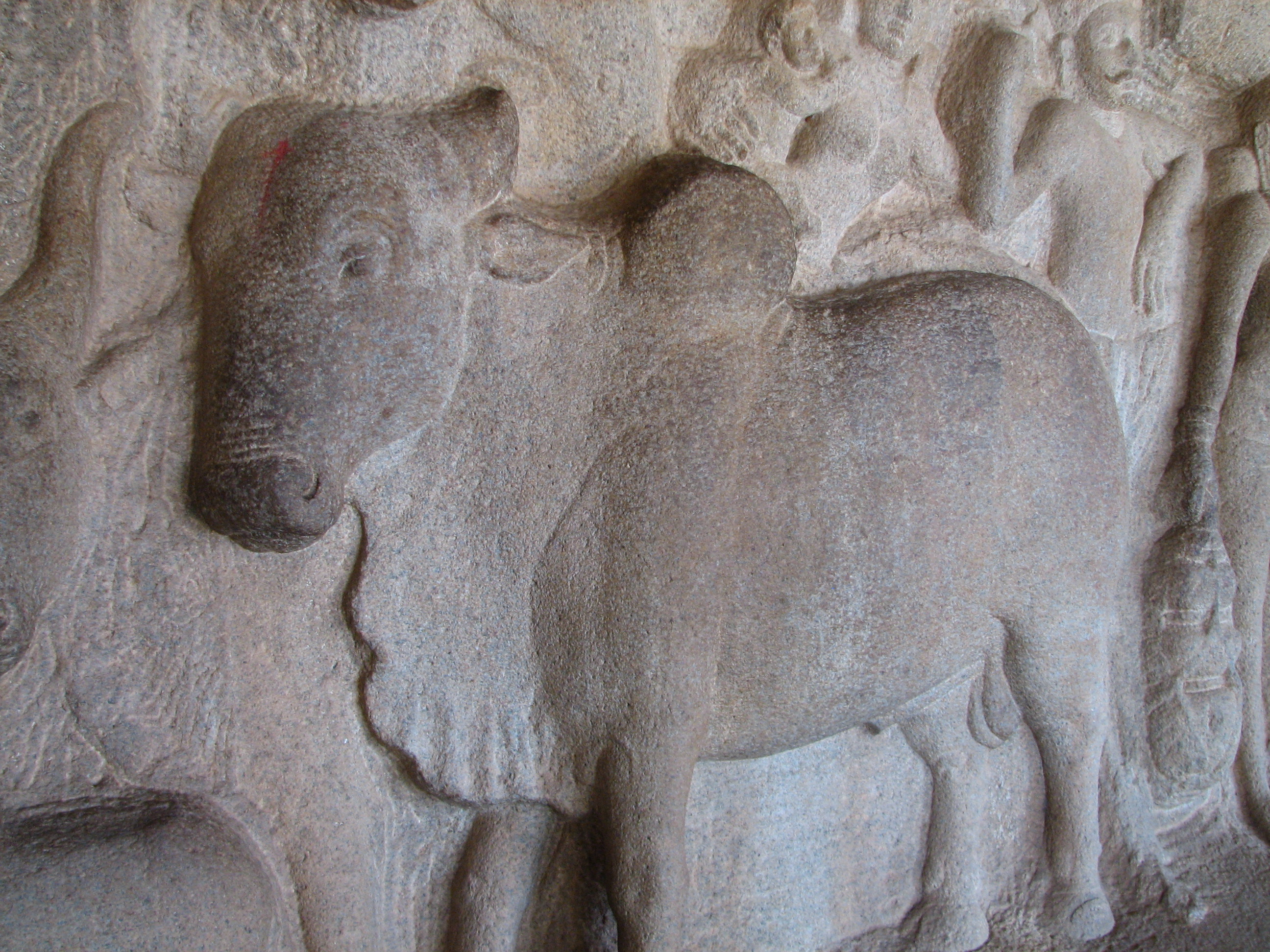
Rzeźba krowy w religii Hinduskiej

Zgodnie z hinduistycznymi świętymi pismami, krowa powinna być traktowana jako jedna z siedmiu matek człowieka, gdyż jako dawczyni mleka staje się jego karmicielką.
Wbrew panującemu na Zachodzie przekonaniu, hinduiści nie czczą krów, ale starają się zapewnić im ochronę, co przejawia się w łagodnym ich traktowaniu oraz ścisłym powstrzymywaniu się od spożywania mięsa (wegetarianizm).
Konstytucja Republiki Indii z 26 listopada 1949 r. zawiera zapisy zobowiązujące władze państwowe do ochrony krów. Zgodnie z jej art. 48 państwo dąży do rozwijania rolnictwa i hodowli zwierząt zgodnej z nowoczesnymi i naukowymi wzorcami, a w szczególności podejmuje kroki zmierzające do zachowania i poprawy chowu krów i cieląt oraz innego bydła mlecznego oraz do zapobiegania ich ubojowi. jednakże w większości stanów obowiązują miejscowe przepisy i wyjątki od nich, które dopuszczają m.in. zabijanie krów starych i chorych. Po dojściu do władzy w Indiach nacjonalistycznej partii BJP nasiliły się przypadki napadów na rzeźnie, rzeźników i na osoby wyznające religie nienakazujące praktykowania wegetarianizmu (np. muzułmanów); znane były także przypadki linczów. Napaści dopuszczały się ochotnicze patrole religijne, wyposażone w kije, miecze, pistolety i cegły. Potępienie władz wobec napadów było spóźnione i mało wyraziste.

## Sikhizm
Sikhowie z tradycji namdhari otaczają krowy szczególnym szacunkiem, podobnie jak to ma miejsce w hinduizmie.

## Frazeologia polska
Określenie to utarło się w języku polskim jako związek frazeologiczny oznaczający osobę uważającą się (lub uważaną przez innych) za niepodlegającą krytyce, niezależnie od podejmowanych lub niepodejmowanych przez nią działań.